# Quaestor sacri palatii
Quaestor sacri palatii (starogrčki κοιαίστωρ/κυαίστωρ τοῦ ἱεροῦ παλατίου, pojednostavljeno ὁ κοιαίστωρ/κυαίστωρ), na hrvatskom jeziku doslovno "kvestor svete palače") je kasno-rimska i bizantska titula koja se rabila za visoke carske službenike zadužene za izradu nacrta zakona. Vjerojatno najpoznatiji quaestor u povijesti bio je Tribonijan, koji je za cara Justinijana izradio znameniti zakonik Corpus iuris civilis. Titula je kasnije u Bizantu promijenila značenje, odnosno njeni nositelji su umjesto zakonodavne preuzeli upravne dužnosti, uglavnom vezane uz upravu Konstantinopola. Do 14. stoljeća je titula postala tek počasna.